# Heinrich Hoppenstedt
Heinrich Hoppenstedt († 27. August 1646) war ein deutscher lutherischer Theologe und Hofprediger in Celle.

## Leben
Hoppenstedt war ein Pastorensohn aus Nahrendorf bei Dahlenburg. Er selbst studierte ab 1606 Theologie an den Universitäten Rostock, Frankfurt an der Oder und Leipzig, war zunächst Pastor in Ummendorf und kam 1631 nach Celle, wo er vierter Pastor (2. Diakon) und 1632 dritter Pastor (1. Diakon) an der Stadtkirche St. Marien wurde. Seit 1633 war er Hofprediger in Celle. Er verfasste Leichenpredigten auf Hans von Bissing, Domherrn des Stifts in Ratzeburg (Evthanasia Christiana. Celle: Holwein, 1632), und auf Herzog August den Älteren (Pius Princeps Optimus Reipublicae thesaurus. Celle: Holwein, 1636).
Sein Sohn Levin Gebhard predigte 1649 bis 1679 in Dorfmark. Zu Heinrichs zahlreichen Nachfahren gehörten die Brüder Georg Ernst Friedrich Hoppenstedt und Karl Wilhelm Hoppenstedt.

## Veröffentlichungen
- Evthanasia Christiana. Das ist: Eine Christliche Leichpredigt/ Von der rechten Sterbekunst der Christen/ ... Bey der Adelichen Leichbestattung vnd Begräbniß/ Des ... Herrn Hansen von Bissing/ Domherrn des Stiffts Ratzeburg ... Welcher den 16. Augusti Anno 1632. zu Zelle selig im Herrn entschlaffen/ vnd den 12. Septemb. mit Christlichen vnd Adelichen Ceremonien daselbst in der Stadt-Kirchen in seine Grab vnd Ruhstette beygesetzet worden; Holwein, 1632
- Pius Princeps Optimus Reipublicæ thesaurus: Christliche Predigt/ Von hohem und werthem Schatz eines frommen und gottseligen Fürsten in einem Lande ; Auß dem 22. Cap. des Propheten Esaiae. Uber die Leich Des Weiland Hochwürdigen ... Herrn Augusti, Postulirten Bischoffen des Stiffts Ratzeburg/ Hertzogen zu Branschweig und Lüenburg/ Christmilter Gedächtnüß. Welcher den 1. Octobr. anno 1636. ... zu Zelle ... entschlaffen/ folgends den 6. Decemb in der PfarrKirchen daselbst in die Fürstliche Grufft beygesetzet worden; 1636